# Carl Appel (Architekt)
Carl Appel (* 18. April 1911 in Wien; † 13. Februar 1997 ebenda) war ein österreichischer Architekt.

## Biografie
Carl Appel absolvierte zunächst die Tischlerlehre, dann von 1928 bis 1933 die Wiener Kunstgewerbeschule, wo Oskar Strnad und Carl Witzmann seine Lehrer waren. Schließlich studierte er Architektur an der Akademie der bildenden Künste in der Meisterklasse Clemens Holzmeister. Während des Studiums trat er zum 24. November 1932 in die NSDAP ein (Mitgliedsnummer 1.387.157), aufgrund des Parteiverbots während der Zeit des Austrofaschismus trat er zum 19. Juni 1933 wieder aus. Nach dem Studium arbeitete er seit 1936 für Carl Witzmann, Oskar Strnad, Erich Boltenstern und Otto Niedermoser sowie als freier Architekt.
Appel zählt zu den Architekten, die im Ständestaat, im NS-Regime und in der österreichischen Zweiten Republik erfolgreich tätig waren. Nachdem er mit dem Umbau der Filzhutfabrik in Ebreichsdorf (1936) und der Innenausstattung des Österreichischen Industriepavillons auf der Pariser Weltausstellung 1937 auf sich Aufmerksamkeit gezogen hatte, baute er von 1939 bis 1944 große, kriegswichtige Industrieanlagen. Zum 1. Januar 1941 wurde er wieder in die NSDAP aufgenommen (Mitgliedsnummer 9.023.904).
Nach Kriegsende vermied er eine Registrierung als Nationalsozialist, indem er positive Leumundsschreiben von NS-Opfern vorlegte. Erst 1948 wurde er als Minderbelasteter eingestuft. Appel war in den Nachkriegsjahren Hauptpreisträger des Wettbewerbes zur Neugestaltung des Stephansplatzes und einer der wichtigsten Architekten der Wiederaufbaujahre. Die Neugestaltung des im Krieg zerstörten Warenhauses Neumann in der Kärntner Straße gilt als eines seiner Hauptwerke. Auch im Industriebau war das zeitweilig über 40 Architekten zählende Großbüro Appels stark engagiert, und mit Georg Lippert prägte Appel den Zweiten Ringstraßenstil der Wiederaufbauperiode.
Appel wurde am Heiligenstädter Friedhof bestattet. 2003 wurde die Carl-Appel-Straße in Wien-Favoriten nach ihm benannt.

## Werke (Auswahl)

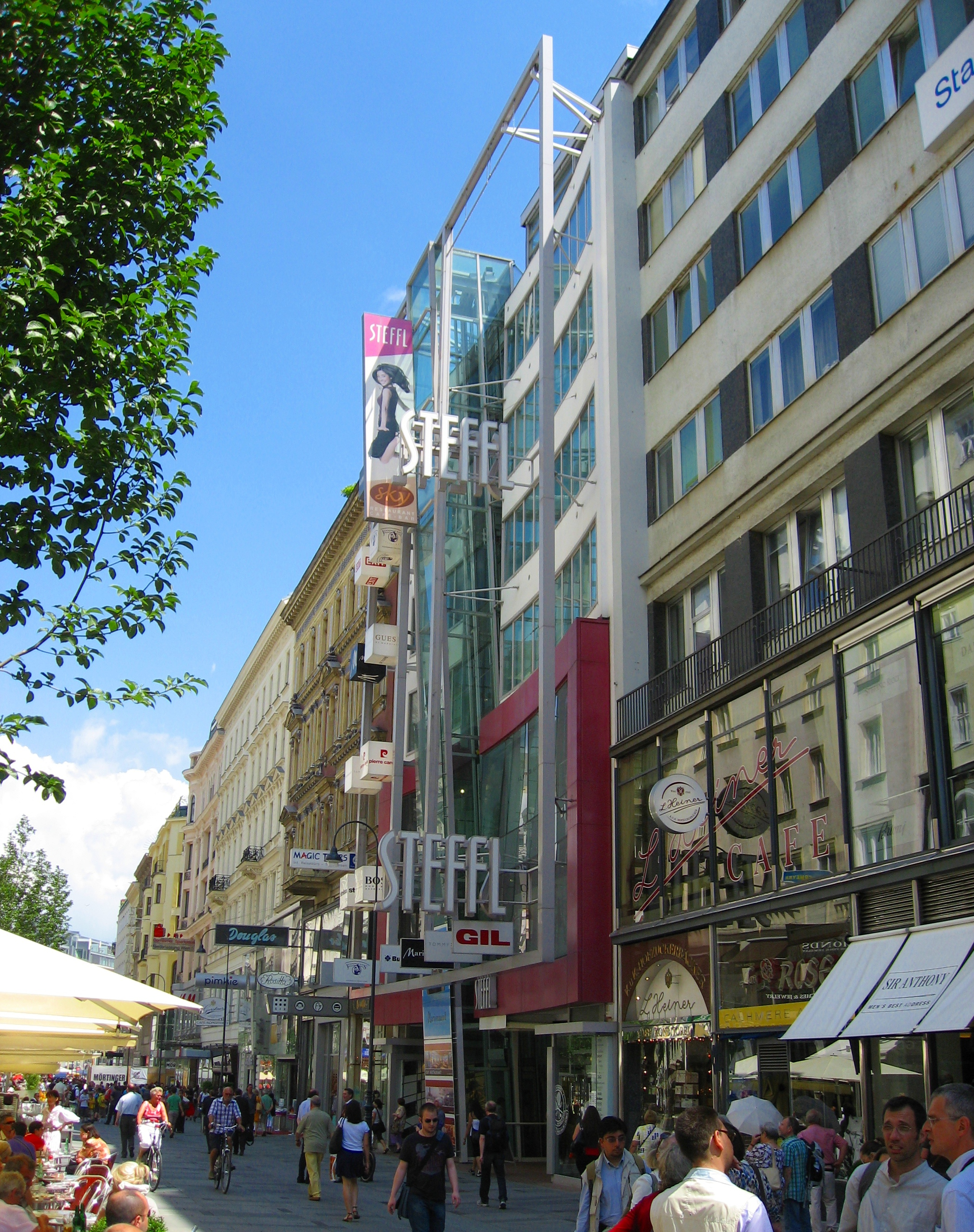
Kaufhaus M. Neumann, heute Steffl

- 1939–1944: Industrie- und Wohngebäude für die Stahlwerke Martin Miller in Traismauer
- 1949–1950: Kaufhaus M. Neumann (heute: Steffl) an der Kärntner Straße 19 in Wien
- 1949–1951: Teppichfabrik Philip Haas in Ebergassing
- 1951–1953: Haas-Haus in Wien (1985 abgerissen)
- 1953–1954: Bürogebäude in Wien Am Hof 6a
- 1952–1954: Verwaltungsgebäude der Kammer für gewerbliche Wirtschaft in Wien
- 1955–1956: Verwaltungsgebäude der Steyr-Daimler-Puch AG (nach Brand 1991 abgerissen)
- 1955–1957: Opernringhof in Wien (mit Georg Lippert)
- 1960–1962: Intropa Bürogebäude in Wien
- bis 1964: InterContinental Wien
- 1970–1973: Pensionsversicherungsanstalt für die gewerbliche Wirtschaft in Wien